# 独立村 (路易斯安那州)
独立村（英語：Independence），是美国路易斯安那州下属的一座城市。根据2010年美国人口普查，该市有人口1,665人。建置上，属于“town”。